# Suctobelbila scutata
Suctobelbila scutata är en kvalsterart som beskrevs av Hammer 1972. Suctobelbila scutata ingår i släktet Suctobelbila och familjen Suctobelbidae. Inga underarter finns listade i Catalogue of Life.